# Behbahan
Behbahan (persisch بهبهان, DMG Behbahān) ist eine Stadt in der Provinz Chuzestan im Südwesten Irans.

## Geschichte
Die Stadt entwickelte sich nach dem Niedergang der Stadt Ardschan (Arrajān) im 14. Jahrhundert, deren Ruinen sich nördlich von Behbahān befinden. Die Mehrheit der Behbahani betrachtet sich als Nachkommen des jüdischen Volkes, und der Samstag ist für sie heilig.

## Archäologische Funde
Zu den archäologischen Funden in der Region zählen u. a. die Ruinen der Stadt Beh az Āmed-de Kavād, Überreste einer antiken Brücke und eines Feuertempels, Ruinen aus der frühislamischen Zeit, weiterhin eine Madrasa aus der Safawidenzeit und die Ruinen einer Burg mit Namen Qal'a-ye Dokhtar („Burg der Tochter“).
Außerdem gab es am Ufer des Marun mehrere archäologische Funde aus der elamitischen Zeit, wie Goldfiguren und ein kunstvoll verschnörkeltes Goldobjekt mit der Darstellung zweier kämpfender geflügelter Löwen mit Keilschriftinschriften, die heute im Iranischen Nationalmuseum in Teheran zu sehen sind.